# Juan Manuel Martínez
Juan Manuel Martínez (Viedma, 25 oktober 1985) is een Argentijns voetballer die doorgaans speelt als aanvaller. In maart 2024 tekende hij voor Club de Lyon. Martínez maakte in 2011 zijn debuut in het Argentijns voetbalelftal.

## Clubcarrière
Martínez maakte zijn professionele debuut op 1 oktober 2003 voor Vélez Sarsfield, in een 2–1 overwinning op Talleres de Córdoba. Dat seizoen maakte hij één doelpunt in dertien duels. Dat was tegen Lanús (2–1 winst). Na zijn eerste periode bij de club, werd hij verhuurd aan Argentinos Juniors. Hij speelde daar elf wedstrijden, wat er veel meer hadden kunnen zijn als hij niet geblesseerd was geraakt aan zijn knie. Na een half jaar terug bij Vélez werd hij verhuurd aan het Colombiaanse Cúcuta Deportivo. Uiteindelijk werd hij ook nog verhuurd aan Al-Shabab in Saoedi-Arabië.
In het seizoen 2008/09 won de aanvaller met Vélez de landstitel. Tot aan het seizoen 2010 was hij nooit een vaste basisspeler geweest bij de club en had hij zes doelpunten gemaakt in 91 wedstrijden. Dat jaar scoorde hij tien keer in negentien duels. Hij maakte ook zijn eerste hattrick in een 6–0 overwinning tegen Colón. Dat seizoen eindigde de club op de tweede plaats. Door zijn prestaties dat jaar werd hij verkozen tot beste speler uit de competitie, waardoor hij Argentijns voetballer van het jaar werd, samen met de beste Argentijn in het buitenland, Lionel Messi.
In 2012 vertrok hij naar Corinthians in Brazilië; een jaar later tekende Martínez een contract bij Boca Juniors. In augustus 2015 verkaste Martínez opnieuw, nu naar Real Salt Lake. In anderhalf jaar tijd speelde hij eenenveertig wedstrijden, waarin hij achtmaal tot scoren kwam. Eind 2016 werd de verbintenis van de Argentijn ontbonden, zodat hij dichter bij zijn familie in zijn vaderland kon zijn. In januari 2017 tekende Martínez bij zijn oude club Vélez Sarsfield. Een halfjaar erna tekende de Argentijn voor één seizoen bij Independiente. Hierna ging hij voor Agropecuario spelen. Een halfjaar later verkaste hij naar Almagro. Martínez liet deze club in januari 2022 achter zich, waarna hij een jaar speelde bij Almirante Brown. In maart 2024 tekende hij voor Club de Lyon.

## Interlandcarrière
In november 2010 werd Martínez opgeroepen voor het Argentijns voetbalelftal, dat destijds alleen bestond uit spelers uit de eigen competitie. Zijn eerste interland speelde hij op 25 januari 2011 onder Sergio Batista tegen Portugal. In de blessuretijd van dat duel versierde hij een strafschop, die Lionel Messi verzilverde.

## Erelijst
| WK voor clubs | 1 | 2012 |